# Chastel (Haute-Loire)
Chastel is een gemeente in het Franse departement Haute-Loire (regio Auvergne-Rhône-Alpes) en telt 136 inwoners (2004). De plaats maakt deel uit van het arrondissement Brioude.

## Geografie
De oppervlakte van Chastel bedraagt 27,0 km², de bevolkingsdichtheid is 5,0 inwoners per km².
De onderstaande kaart toont de ligging van Chastel (Haute-Loire) met de belangrijkste infrastructuur en aangrenzende gemeenten.

## Demografie
Onderstaande figuur toont het verloop van het inwonertal (bron: INSEE-tellingen).